# Гнеј Помпеј Млађи
Гнеј Помпеј Млађи познат и као Помпеј Млађи (око 75. п. н. е. — 12. април 45. п. н. е.) је био римски војсковођа и политичар. Старији је син Помпеја Великога. Након пораза оптиматских снага у северној Африци преузео је контролу над Даљњом Хиспанијом. Цезар га је победио у бици код Мунде 45. п. н. е. окончавши на тај начин Цезаров грађански рат. Након битке је побегао, али касније је ухваћен и убијен.

## У очевој сенци
Гнеј Помпеј је био настарији син истакнутога римскога војсковође Помпеја Великога и Муције Терције. Помпеј Млађи и његов млађи брат Секст Помпеј живели су у очевој сенци. Био је ожењен Калудијом Пулхром Млађом, ћерком Апија Клаудија Пулхера, конзула 54. п. н. е.. Када је Цезар прешао Рубикон и 49. п. н. е. започео Цезаров грађански рат Гнеј је пратио свога оца, који је побегао на исток заједно са већином сенатора. Помпеј Млађи је командујући египатском флотом напао Орик у Епиру и успео да га одсече, а након тога напао је и Лис (Љеш). Крај Орика се пробио кроз поморску блокаду и успео да спали или преотме Цезарову флоту, која је ту била усидрена. Уништио је 30 транспортних бродова, које је Марко Антоније оставио у Лису. Међутим градове Лис и Орик није успео да заузме. За време тих напада био је тешко рањен. Када се опоравио пустошио је различита места, а покушао је да нападне чак и Брундисиј. Помпеј Велики је изгубио битку код Фарсала 48. п. н. е., а након битке побегао је у Египат, где је био убијен септембра 48. п. н. е..

## У Сјеверној Африци
Након очеве смрти Помпеј Млађи и његов брат Секст Помпеј придружили су се у северној Африцу очевим присташама Катону Млађем, Метелу Сципиону и осталим сенаторима, који су се припремали да се супроставе Цезару и његовој војсци. Био је под утицајем Катона Млађега. Помпеј Млађи је окупио флоту од 30 бродова, уз помоћу које је напао Мауританију, у којој је владао Цезаров савезник Богуд. Оставио је пртљаг на обали и са само 2.000 људи, од којих део није био наоружан, кренуо је према граду Аскуру. Након пораза крај градских зидина повукао се до обале и одатле је отпловио на Балеаре. Заузео је сва Балеарска острва. Цезар је 46. п. н. е. победио Метела Сципиона у бици код Тапса. Након пораза у Африци Помпејеве присташе се селе у Хиспанију.

## Преузимање контроле над Хиспанијом
Цезар се након победе код Тапса у Африци вратио у Италију, а за то време Помпеј Млађи је преузео контролу над даљњом Хиспанијом. У Хиспанији су се најпре побуниле две бивше легије Помпејевих ветерана против Цезаровога војсковође Квинта Касија Лонгина. Цезар је послао Гаја Требонија, али ни он није могао да контролише побуњене легије. Побуњене легије су се бојале Цезарове освете, па су се обратиле Метелу Сципиону, а он је послао Помпеја Млађега да их преузме. Помпеј Млађи се разболио на Балеарима, а Метел Сципион је убијен нешто након битке код Тапса. Када се Помпеј опоравио преузео је и побуњене легије и велики део провинције. Заједно са њим у Хиспанију су прешли Секст Помпеј и Тит Лабијен. Користећи се средствима провинције Помпеј и његови савезници су успели да окупе војску од три легије. Уз помоћ те војске преузели су контролу над Даљњом Хиспанијом са главним градом у Кордуби (Кордоба). Цезарове војсковође Квинт Педије и Квинт Фабије Максим се нису усуђивали да се суоче са Помпејевом војском. Остали су у Окулбу, око 56 km источно од Кордубе и тражили су од Цезара да им пошаље помоћ.

## Долазак Цезара у Хиспанију
Пошто војсковође, које је Цезар слао у Хиспанију нису ништа учинили одлучио је да крене сам па је након једномесечнога путовања стигао у Обулко децембра 46. п. н. е.. Помпеј Млађи је до Цезаровога доласка успео да заузме целу провинцију сем добро утврђенога упоришта Улпије. Помпеј Млађи је неколико месеци неуспешно опседао Улпију. Цезар је по доласку успео да најпре убаци додатну војску у Улпију, а онда претећи нападом на Кордубу натера Помпеја Млађега да дигне опсаду Улпије. Цезар међутим није успевао да заузме Кордубу, коју је бранио Секст Помпеј. По савету Тита Лабијена Помпеј Млађи је избегавао отворену битку са Цезаром. Цезар је након краће опсаде успео 19. фебруара 46. п. н. е. да заузме утврђени град Атегу. Био је то значајан ударац престижу Помпејеве војске, па је након тога пораза део војске почео да прелази на страну Цезара. Након пораза крај Сорикарије многи Римљани почели да напуштају Помпејеву војску, па је Помпеј Млађи због тога био присиљен да одустане од тактике избегавања одлучне битке.

## Битка код Мунде
Одлучујућа битка код Мунде одиграла се 17. марта 45. п. н. е.. Помпеј је располагао са 13 легија, 6.000 коњаника и 6.000 лаких пешака. Питање је да ли је свих 13 Помпејевих легија било у пуном броју, узевши у обзир раније губитке и потребе да се део војске одвоји за гарнизоне. Цезар је располагао са 80 кохорти (8 легија) и 8.000 коњаника. Цезар и Помпеј Млађи сјахали су и борили су се у првим редовима излажући се опасности, али уједно представљајући пример за своју војску. Целога дана битка се водила променљивом срећом, а до преокрета је дошло тек увече. Битка се окончала поразом Помпејеве војске. Помпејеве војсковође Тит Лабијен и Публије Ације Вар су погинули у бици. Помпејев брат Секст Помпеј је успео да побегне.

## Смрт
Помпеј Млађи је побегао са 150 коњаника у Картају. Ту му се налазила флота, али његова војска је већ великим делом прешла на страну победника. Тајно се укрцао на један брод покушавајући да побегне, али ранили су га па је одустао од покушаја бега преко мора. Покушао је да бежи преко копна, али пресрела га је непријатељска војска. Након пораза повукао се у шуму, где су га убили. Његову главу су послали Цезару.